# Claud Davey
Pour les articles homonymes, voir Davey.
Pas d'image ? Cliquez ici

a Compétitions nationales et continentales officielles uniquement.

b Matchs officiels uniquement.
Claud Davey, né le 14 décembre 1908 à Garnant et mort le 18 février 2001 à Brecon, est un joueur de rugby à XV sélectionné en équipe du pays de Galles de 1930 à 1938 au poste de centre. 

## Carrière
Claud Davey fait ses débuts pour Swansea en 1930, il joue avec Swansea contre les Springboks en 1931 inscrivant un essai, contre les All Blacks à St. Helen's en 1935. Swansea l'emporte 11 points à 3. C  Davey dispute un autre match mémorable le 21 décembre 1935 contre les All Blacks. Le match se solde par une victoire historique des Gallois. Il connaît sa première sélection internationale avec l'équipe du pays de Galles le 21 avril 1930 contre la France. Il connaît un total de 23 sélections et inscrit cinq essais. Il est huit fois capitaine de l'équipe du pays de Galles.
Claud Davey joue avec les clubs de Swansea de 1930 à 1936, puis Sale et les London Welsh (capitaine en 1945-1947). Il honore également deux sélections avec les Barbarians en 1936 et 1940.

## Palmarès
- Vainqueur du Tournoi des Cinq Nations en 1931
- Vainqueur du tournoi britannique de rugby à XV en 1932 et 1936

## Statistiques en équipe nationale
- 23 sélections
- 15 points (5 essais)
- Sélections par année : 1 en 1930, 5 en 1931, 3 en 1932, 2 en 1933, 3 en 1934, 4 en 1935, 1 en 1936, 2 en 1937, 2 en 1938
- Participation à deux éditions du Tournoi des Cinq Nations et à sept éditions du tournoi britannique de rugby à XV.